# Rhexophyllum
Rhexophyllum là một chi rêu trong họ Pottiaceae.